# Marcela Said
Marcela Paz Said Cares (Santiago, 26 de marzo de 1972) es una cineasta y licenciada en estética franco-chilena.

## Biografía
Es hija de Sergio Said y de Ada Cares. Es hermana del periodista chileno-estadounidense Jorge Said. Creció en el barrio de Providencia. Estudió su enseñanza secundaria en el Liceo N.º 1 Javiera Carrera, luego ingresó a estudiar artes en la Universidad de Chile, pero terminó sus estudios en la Pontificia Universidad Católica de Chile, como licenciada en Estética.
En 1996 se trasladó a Francia para hacer un máster en técnicas y lenguajes de medios en La Sorbona. Allí también tomó cursos de cine. Entre sus influencias, Said ha citado a Nicolas Philibert, Agnès Varda, Raymond Depardon y Carmen Castillo. Tres años más tarde estrenó su primer documental, Valparaíso, producido por Les Films d’ Ici para la televisión francesa.
Dirigió en 2001 I Love Pinochet, un documental centrado en los adherentes del dictador chileno Augusto Pinochet que fue galardonada en los festivales de Cine de Valparaíso y en el Internacional de Documentales de Santiago (FIDOCS), además de obtener un Premio Altazor. Naturalizada francesa, Marcela Said regresó a Chile en 2007 junto con Jean de Certeau —su cónyuge francés, con quien tiene un hijo, Paolo—. Reside actualmente en París.
Said y De Certeau realizaron el documental Opus Dei, una cruzada silenciosa en 2006, centrado en la influencia de esa organización católica en Chile. Su siguiente filme, también codirigido por Certeau, El mocito, está centrado en la historia de Jorgelino Vergara, un hombre que trabajó en un centro de tortura durante la dictadura militar chilena y fue estrenado en la Berlinale 2011.  
Su primera película de ficción es El verano de los peces voladores (2013), que ganó el Premio Cine en Construcción en el Festival Rencontres Cinémas d'Amérique Latine de Toulouse y que «retrata la difícil convivencia de chilenos y mapuches a través de sugerencias, atmósferas y pinceladas de desesperación». Sin embargo, Said ha explicado «que la película no es un manifiesto sobre los problemas de la comunidad [mapuche], ni un retrato de los conflictos en la Araucanía», sino que le «interesaba mostrar la invisibilidad del conflicto, la tensión que hay en el ambiente, la incapacidad de resolverlos, los eventuales choques del huinca y el mapuche. Pero no hacer un documental».
En su segundo largometraje de ficción, Los perros (2017), Said volvió a tratar el tema de la dictadura militar, a través de la historia de un excoronel del ejército que está siendo investigado por crímenes cometidos décadas atrás. El personaje fue interpretado por Alfredo Castro, mientras que la protagonista, una mujer de clase alta llamada Mariana, fue interpretada por Antonia Zegers. La película fue estrenada durante la Semana de la Crítica del Festival de Cannes de 2017. Estuvo nominada a varios premios, entre ellos el premio Goya a la mejor película iberoamericana.
En 2019 estrenó Eva, una instalación artística en colaboración con el arquitecto Cristián Valdés y las artistas Liú Marino y María Gracia Donoso. El proyecto, que fue exhibido en el Centro Cultural Gabriela Mistral, giraba en torno a la violencia contra la mujer, tomando como base cuatro feminicidios cometidos en Latinoamérica: los de Araceli Fulles y Chiara Páez en Argentina, el de Erika Rivera Tagle en Chile y el de Mariana Baltierra en México.
Said trabajó en la serie Narcos: México, de Netflix, donde dirigió dos episodios de la segunda temporada, la que fue estrenada en febrero de 2020. También dirigió dos episodios de Lupin, otra serie de Netflix, basada en el personaje creado por Maurice Leblanc y protagonizada por Omar Sy. La primera temporada fue estrenada en enero de 2021. En 2022 dirigió dos capítulos de la serie Gangs of London.

## Filmografía

### Largometrajes
| Año  | Título                           | Directora | Guionista | Fotografía | Productora |
| ---- | -------------------------------- | --------- | --------- | ---------- | ---------- |
| 1999 | Valparaíso                       | ✓         |           |            |            |
| 2001 | I Love Pinochet                  | ✓         | ✓         | ✓          |            |
| 2006 | Opus Dei, una cruzada silenciosa | ✓         | ✓         | ✓          |            |
| 2011 | El mocito                        | ✓         | ✓         |            | ✓          |
| 2013 | El verano de los peces voladores | ✓         | ✓         |            |            |
| 2017 | Los perros                       | ✓         | ✓         |            |            |

## Premios y distinciones
Festival Internacional de Cine de San Sebastián
| Año  | Categoría         | Película   | Resultado |
| ---- | ----------------- | ---------- | --------- |
| 2017 | Premio Horizontes | Los perros | Ganadora  |

- Premio Santiaguillo 2002 del VI Festival Internacional de Cine de Valparaíso por I Love Pinochet
- Festival Internacional de Documentales de Santiago, por I Love Pinochet
- Premio Altazor 2003, categoría dirección de documental, por I Love Pinochet
- Premio Pedro Sienna 2007 por Opus Dei, una cruzada silenciosa
- Premio Horizonte en el Festival de Cine Documental de Múnich 2011 (DOK München) por El mocito
- Premio de la crítica en el FIDOCS 2011 (Santiago) por El mocito
- Premio de la crítica en el Festival Internacional de Cine de Valdivia 2011 por El mocito
- Premio Altazor 2012, categoría dirección de documental, por El mocito (ex aequo con Jean de Certeau)
- Premio Cine en Construcción en el Festival Rencontres Cinémas d'Amérique Latine de Toulouse 2013 por El verano de los peces voladores